# The Last of the Mohicans (film 1920)
The Last of the Mohicans è un film muto del 1920 diretto da Clarence Brown e Maurice Tourneur.

## Produzione
Il film fu prodotto dalla Maurice Tourneur Productions.

## Distribuzione
Il copyright del film, richiesto da Maurice Tourneur, fu registrato il 16 novembre 1920 con il numero LP15837.
Distribuito dalla Associated Producers Inc., il film uscì nelle sale cinematografiche statunitensi il 21 novembre 1920 dopo essere stato presentato a Praga il 28 ottobre 1920.
Copie complete della pellicola si trovano conservate negli archivi della Cinémathèque Royale de Belgique di Bruxelles, del George Eastman House di Rochester, del Filmmuseum di Amsterdam, del Pacific Film Archive di Berkeley, dell'UCLA Film And Television Archive di Los Angeles, della Cinémathèque française di Parigi.